# Božena Ivanová
Božena Ivanová (rodným jménem Koutná; 18. května 1927 Praha – 23. května 2023) byla válečná veteránka, příslušnice 2. československé paradesantní brigády v Sovětském svazu.
Božena Ivanová se narodila 18. května 1927 v Praze jako Božena Koutná. V roce 1931 odešli její rodiče za prací do Sovětského svazu, Božena je s babičkou následovala o dva roky později. V roce 1942 se rodina zapojila do činnosti československých vojenských jednotek. V roce 1944 vstoupila do armády i Božena. Prošla vojenským výcvikem a sloužila jako spojařka pro 2. československou paradesantní brigádu. V lednu 1945 byla předělena k výcvikové jednotce, kde se seznámila se svým budoucím manželem. V roce 2019 jí byla prezidentem udělena medaile Za hrdinství. Zemřela 23. května 2023.